# Chinle
Chinle (Navajo: Chʼínílį́) ist ein Census-designated place im Apache County im US-Bundesstaat Arizona. Das U.S. Census Bureau hat bei der Volkszählung 2020 eine Einwohnerzahl von 4.573 ermittelt. 
Chinle liegt westlich unterhalb des maximal 2400 m hohen Defiance Plateau in einer Höhe von 1678 m. Der Ort liegt in der Navajo Nation Reservation und grenzt an das Canyon de Chelly National Monument, eine Canyon-Landschaft mit besonderer geologischer und historischer Bedeutung. Westlich der Stadt verläuft der U.S. Highway 191.

## Demographie
Bei der Volkszählung 2000 zählten sich 91,28 % der Einwohner zu den Ureinwohnern, 6,39 % zu den Weißen, 1,83 % zu den Latinos,
0,19 % zu den Schwarzen, 0,17 % zu den Asiaten, 0,04 % zu den Pazifikbewohnern, 1,34 % gaben mehr als eine Rasse an.

## Schule
In der Ortschaft gibt es die öffentliche Chinle High School. Die Navajo Nation betreibt außerdem die Rough Rock Community School für Angehörige des Volkes als Tagesschule und Internat.

## Gesundheit
In Chinle befindet sich mit Chinle Comprehensive Health Care Facility (CCHCF) ein bedeutendes Spital- und Gesundheitszentrum mit einer 24-Stunden Notfallstation. Es ist Bestandteil des Navajo Area Indian Health Service.

## Söhne und Töchter der Stadt
- R. C. Gorman (1931–2005), ein Navajo-Künstler
- Jeremiah Bitsui, Schauspieler